# Cheyenne Mountain Complex
Khu phức hợp Núi Cheyenne là một khu phức hợp boong ke phòng thủ của Lực lượng Không gian Hoa Kỳ đặt tại Khu chưa hợp nhất Quận El Paso, Colorado, ngay cạnh thành phố Colorado Springs. Ngoài ra tại thành phố Colorado Springs còn có căn cứ không quân Peterson, nơi đặt trụ sở của NORAD (Bộ chỉ huy phòng thủ không gian Bắc Mỹ) và Bộ tư lệnh Bắc Mỹ (USNORTHCOM).

The bunker's Command Center was upgraded during 2003 and 2004 for $13 million.

Trước đây, tổ hợp Cheyenne từng là trung tâm của Lực lượng Không gian Hoa Kỳ và NORAD có nhiệm vụ giám sát không phận Bắc Mỹ, phát hiện các tên lửa và máy bay lạ xâm nhập khu vực thông qua hệ thống cảnh báo sớm toàn cầu. Từ năm 2008, NORAD và Lực lượng Không gian Hoa Kỳ đã chuyển sang đặt tại Căn cứ không quân Peterson và tổ hợp Cheyenne đã được sử dụng cho mục đích huấn luyện và trung tâm chỉ huy dự phòng nếu cần.
Trước đây, tổ hợp là nơi đặt trụ sở của NORAD, Bộ chỉ huy Không gian, Bộ tư lệnh phòng thủ không gian (ADCOM), Bộ tư lệnh các hệ thống Không quân, Cục khí tượng, và cơ quan quản lý tình trạng khẩn cấp Liên bang. Trung tâm liên lạc của tổ hợp cũng được sử dụng bởi Trung tâm cảnh báo phòng thủ dân sự đặt gần đó.